# Лопатіна Зоя Яківна
Зоя Яківна Лопатіна (14 червня 1932 — жовтень 2023) — передовик радянського сільського господарства, доярка колгоспу «Дружба народів» Красногвардійського району Кримської області, Герой Соціалістичної Праці (1973).

## Біографія
Народилася в 1932 році в селі Глубоє, Дмитрієвського району Курської області в родині російських колгоспників.
Вже в 11 років, під час Другої світової війни, вона стала допомагати по господарству і працювати в місцевому колгоспі. Після війни за програмою заселення Криму вся сім'я переїхала в село Петрівка Красногвардійського району. Стала працювати в колгоспі, працювала на різних напрямках, у тому числі возила волами зерно і силос.
З 1952 року працювала дояркою в колгоспі «Дружба народів». За підсумками роботи у сьомій п'ятирічці нагороджена Орденом Трудового Червоного Прапора, за підсумками роботи восьмої п'ятирічки представлена до нагородження Орденом Леніна.
У 1973 році достроково виконала річний план по надоях молока. В середньому отримала по п'ять тисяч кілограмів молока від кожної закріпленої корови.
Указом Президії Верховної Ради СРСР від 6 вересня 1973 року за отримання високих показників у сільському господарстві і рекордні показники в сільському господарстві Зої Яківні Лопатіній присвоєно звання Героя Соціалістичної Праці з врученням ордена Леніна і медалі «Серп і Молот».
Проживає в селі Пушкіне Красногвардійського району Автономної Республіки Крим.
На будинку, де проживає З. Я. Лопатіна встановлено меморіальну дошку.

## Нагороди
- золота зірка «Серп і Молот» (06.09.1973)
- два ордени Леніна (08.04.1971, 06.09.1973)
- Орден Трудового Червоного Прапора (22.03.1966)
- інші медалі.